# Folldal
Folldal é uma comuna da Noruega, com 1 274 km² de área e 1 739 habitantes (censo de 2004).         